# Dôme de Zorya
Zorya Tholus
Pour les articles homonymes, voir Zorya.
Le dôme de Zorya (désignation internationale : Zorya Tholus) est un dôme situé sur Vénus dans le quadrangle de Carson. Il a été nommé en référence à Zorya, déesse slave de l’aube.